# Eumetazoa
Eumetazoários (latim científico: Eumetazoa; do grego transliterado: eu significa "verdadeiro", meta, "meio", zoa, "animal"), também conhecidos pelo sinónimo enterozoários (latim científico: Enterozoa; do grego transliterado: enteron, "intestino", zoe, "animal") é um clado que inclui todos os animais, à exceção das esponjas.
São animais que possuem uma cavidade com função digestiva, já apresentando, consequentemente, digestão extracelular. Embora a maioria apresente sistema digestivo, o critério de inclusão é a existência de uma cavidade digestiva onde ocorre uma digestão extracelular, mesmo que o sistema digestivo não esteja presente, como é o caso dos cnidários. Este grupo constitui também os enterozoários mais antigos.
O sistema digestivo, quando existente, pode ser de dois tipos: incompleto ou completo. O sistema digestivo completo significa que o organismo possui boca e ânus ou equivalentes (cloaca, etc), tal como ocorre nos equinodermos e cordados. Já o sistema digestório incompleto significa que possui apenas uma "cavidade", apenas uma passagem pela qual o alimento entra e, depois de digerido, sai pela mesma cavidade, tal como ocorre nos outros filos animais excetuados os poríferos.

## Filogenia
Esta é a filogenia de acordo com estudos genéticos recentes:
|  | Bilateria                                             |
|  |                                                       |
|  | \| \| Placozoa \| \| \| \| \| \| Cnidaria \| \| \| \| |
|  |                                                       |
|  | Placozoa                                              |
|  |                                                       |
|  | Cnidaria                                              |
|  |                                                       |

|  | Placozoa |
|  |          |
|  | Cnidaria |
|  |          |

|  | Bilateria                                             |
|  |                                                       |
|  | \| \| Placozoa \| \| \| \| \| \| Cnidaria \| \| \| \| |
|  |                                                       |
|  | Placozoa                                              |
|  |                                                       |
|  | Cnidaria                                              |
|  |                                                       |

|  | Placozoa |
|  |          |
|  | Cnidaria |
|  |          |

|  | Bilateria                                             |
|  |                                                       |
|  | \| \| Placozoa \| \| \| \| \| \| Cnidaria \| \| \| \| |
|  |                                                       |
|  | Placozoa                                              |
|  |                                                       |
|  | Cnidaria                                              |
|  |                                                       |

|  | Placozoa |
|  |          |
|  | Cnidaria |
|  |          |

|  | Bilateria                                             |
|  |                                                       |
|  | \| \| Placozoa \| \| \| \| \| \| Cnidaria \| \| \| \| |
|  |                                                       |
|  | Placozoa                                              |
|  |                                                       |
|  | Cnidaria                                              |
|  |                                                       |

|  | Placozoa |
|  |          |
|  | Cnidaria |
|  |          |